# Bradysia chamei
Bradysia chamei är en tvåvingeart som beskrevs av Yang, Zhang och Yang 1995. Bradysia chamei ingår i släktet Bradysia och familjen sorgmyggor.
Artens utbredningsområde är Zhejiang (Kina). Inga underarter finns listade i Catalogue of Life.